# Шафир (мошав)
Шафир (ивр. שפיר‎) — мошав в Южном административном округе Израиля, недалеко от Кирьят-Малахи, находящийся под юрисдикцией регионального совета Шафир.

## История
Мошав был основан 15 августа 1949 года группой репатриантов из Венгрии и Чехословакии, на месте бывшей арабской деревни Аль-Шафир Аль-Шаркия, которая была разрушена в ходе арабо-израильской войны 1947—1949 годов. Он был назван в честь библейского города «Шафир», о котором есть упоминание в Книге пророка Михея (Мих. 1:11).

## География
Мошав расположен на высоте 59 метров над уровнем моря на прибрежной равнине в районе Шфела. К северу от мошава протекает река Нахаль-Гуврин.
Мошав находится в 13 км от берега Средиземного моря, примерно в 42 километрах к югу от Тель-Авива, около 48 километров к юго-западу от исторического центра Иерусалима, и в 4 километрах к юго-западу от города Кирьят-Малахи.
Шафир соединён с транспортной сетью Израиля местной дорогой номер 3613, которая вливается в автомагистраль № 3 к западу от мошава.

## Население
По данным Центрального статистического бюро Израиля, население на начало 2020 года составляло 920 человек.